# Função zeta de Dedekind
Em matemática, a função zeta de Dedekind é uma série de Dirichlet definida para qualquer corpo numérico algébrico {\displaystyle K}, e notado {\displaystyle \zeta _{K}(s)} onde {\displaystyle s} é uma variável complexa. É a soma infinita
{\displaystyle \zeta _{K}(s)=\sum _{I\subseteq O_{K}}(N_{K/\mathbb {Q} }(I))^{-s}}
onde {\displaystyle I} situa-se entre os ideais não zero do anel de inteiros {\displaystyle O_{K}} de {\displaystyle K}.  Aqui {\displaystyle N_{K/\mathbb {Q} }(I)=[O_{K}:I]} denota a norma de {\displaystyle I} (ao corpo racional {\displaystyle \mathbb {Q} }). É igual à cardinalidade de {\displaystyle O_{K}/I}, em outras palavras, o número de classes residuais de módulo {\displaystyle I}. Esta soma converge absolutamente para todos os números complexos {\displaystyle s} com parte real {\displaystyle Re(s)>1}. No caso {\displaystyle K=\mathbb {Q} } esta definição reduz-se à função zeta de Riemann.
As propriedades de {\displaystyle \zeta _{K}(s)} como uma função meromorfa leva a ser de considerável significância em teoria algébrica dos números. Ela tem um produto de Euler, o qual é um produto sobre todos os ideais primos {\displaystyle P} de {\displaystyle O_{K}}
{\displaystyle \zeta _{K}(s)=\prod _{P\subseteq O_{K}}{\frac {1}{1-(N_{K/\mathbb {Q} }(P))^{-s}}}.}
Esta é a expressão em termos analíticos da fatoração em primos única dos ideais {\displaystyle I}.
É conhecido (provado primeiramente de maneira geral por Erich Hecke) que {\displaystyle \zeta _{K}(s)} tem uma extensão analítica a todo o plano complexo como uma função meromórfica, tendo um polo simples somente em s = 1. O resíduo no polo é uma grandeza importante, envolvendo invariantes do grupo unidade e grupo de classe de K; detalhes estão na fórmula de classe numérica. Existe uma equação funcional para a função zeta de Dedekind, relacionando seus valores em s e 1−s.
Para o caso no qual K é uma extensão abeliana de Q, sua função zeta de Dedekind pode ser escrita como o produto de funções L de Dirichlet. Por exemplo, quando K é um corpo quadrático isto mostra que a razão
{\displaystyle {\frac {\zeta _{K}(s)}{\zeta _{\mathbb {Q} }(s)}}}
é uma função L L(s,χ); onde {\displaystyle \chi } é um símbolo de Jacobi como caráter de Dirichlet. Que a função zeta de um corpo quadrático é um produto da função zeta de Riemann e uma certa função L de Dirichlet é uma formulação analítica da lei de Gauss da reciprocidade quadrática.
Em geral se K é uma extensão de Galois de Q com grupo de Galois G, sua função zeta de Dedekind tem uma fatorização comparável em termos de funções L de Artin. Estas são ligadas a representações lineares de G.